# Patasola magdalenae
Patasola — це вимерлий рід мавп Нового Світу середнього міоцену (Laventan у південноамериканському віці наземних ссавців; 13.8–11.8 млн років). Його останки були знайдені в Konzentrat-Lagerstätte La Venta в Honda Group Колумбії. Типовий вид — Patasola magdalenae.

## Етимологія
Patasola magdalenae названо на честь міфологічного Patasola («одна нога»), лісового духа регіону Гран-Толіма в Колумбії. Видовий епітет стосується річки Магдалена, в долині якої були знайдені скам'янілості.

## Опис
Скам'янілості Patasola невеликого комахоїдного/плодоїдного примату, були виявлені у формаціях Ла Вікторія та Вільявієха над і під «ліжком мавп» групи Хонда, які були датовані Лавентаном, приблизно від 13.4 до 11.8 млн років тому.
Типова нижня щелепа Patasola magdalenae є молодим зразком. Орієнтовна вага Patasola становила 480 грамів, подібний за розміром до сучасного роду Leontopithecus.
Рід включений до Callitrichidae після початкового опису як проміжний між Callitrichidae і Saimiri.